# Эллиптический интеграл
Эллипти́ческий интегра́л — некоторая функция {\displaystyle f} над полем действительных или комплексных чисел, которая может быть формально представлена в следующем виде:
{\displaystyle f(x)=\int \limits _{c}^{x}\!R(t,\;P(t))\,dt},
где {\displaystyle R} — рациональная функция двух аргументов, {\displaystyle P} — квадратный корень из многочлена 3-й или 4-й степени, не имеющего кратных корней, {\displaystyle c} — некоторая константа из поля, где определена функция.
В общем случае эллиптический интеграл не может быть формально выражен в элементарных функциях. Исключением являются случаи, когда {\displaystyle P} имеет кратные корни или когда многочлены в {\displaystyle R(x,\;y)} не содержат нечётных степеней {\displaystyle y}.
Однако для каждого эллиптического интеграла существуют формулы приведения его к сумме элементарных функций и от одного до трёх нормальных эллиптических интегралов, называемых эллиптическими интегралами 1-го, 2-го и 3-го рода).

## История
В интегральном исчислении эллиптический интеграл появился в связи с задачей вычисления длины дуги эллипса и был впервые исследован Джулио Фаньяно, а позднее — Леонардом Эйлером.

## Обозначения
Эллиптические интегралы часто представляют в виде функции ряда различных аргументов. Эти различные аргументы полностью эквивалентны (они дают одни и те же интегралы), но может возникнуть путаница, связанная с их различным происхождением. В большинстве работ авторы придерживаются канонического наименования. Прежде чем определить сами интегралы, необходимо ввести наименования для аргументов:
- {\displaystyle \alpha } — модулярный угол (иногда модулярный угол обозначается лигатурой {\displaystyle o\!\varepsilon });
- {\displaystyle k=\sin \alpha } — модуль эллиптического интеграла;
- {\displaystyle m=k^{2}=\sin ^{2}\alpha } — параметр.

Следует отметить, что нормальные эллиптические интегралы Лежандра, как полные, так и неполные, являются чётными функциями модуля {\displaystyle k} (и модулярного угла {\displaystyle \alpha }). Их область определения {\displaystyle -1\leq k\leq +1.}
Иногда, преимущественно в советской научной литературе, под параметром эллиптического интеграла подразумевают характеристику нормального эллиптического интеграла Лежандра 3-го рода (напр., Корн Г., Корн Т. «Справочник по математике для научных работников и инженеров»).
Заметим, что представленные выше величины определяются одна через другую; определение одной из них задаёт и две остальные.
Эллиптический интеграл зависит также и от другого параметра, который, как и предыдущий, можно ввести несколькими способами:
- {\displaystyle x=\sin \varphi =\operatorname {sn} u,} где {\displaystyle \operatorname {sn} } — эллиптическая функция Якоби;
- {\displaystyle \varphi =\arcsin x=\operatorname {am} u} — амплитуда;

Определение одного из этих параметров определяет остальные. Таким образом, они могут использоваться вперемешку. Заметим, что {\displaystyle u} зависит также и от {\displaystyle m}. Несколько дополнительных уравнений связывают {\displaystyle u} с другими параметрами:
{\displaystyle \cos \varphi =\operatorname {cn} u}
и
{\displaystyle {\sqrt {1-m\sin ^{2}\varphi }}=\operatorname {dn} u.}
Последнее иногда называется дельта амплитуда и записывается как
{\displaystyle \Delta (\varphi )=\operatorname {dn} u.}
Иногда в литературе ссылаются на дополнительный параметр, дополнительный модуль или дополнительный модулярный угол. Их вводят следующим способом:
- {\displaystyle m_{1}\,=\,1-m} — дополнительный параметр;
- {\displaystyle k'={\sqrt {1-k^{2}}}} — дополнительный модуль;
- {\displaystyle {k'}^{2}=m_{1}} — дополнительный модулярный угол.

## Нормальный эллиптический интеграл 1-го рода (неполный)
Нормальный эллиптический интеграл Лежандра 1-го рода {\displaystyle F} определяется как
{\displaystyle F(\varphi ,\;k)=\int \limits _{0}^{\varphi }\!{\frac {d\theta }{\sqrt {1-k^{2}\sin ^{2}\theta }}}},
или, в форме Якоби,
{\displaystyle F(x,\;k)=\int \limits _{0}^{x}\!{\frac {dz}{\sqrt {(1-z^{2})(1-k^{2}z^{2})}}}}.
Обозначения эллиптических интегралов не являются универсально общепринятыми. Следует различать такие разделители между переменной и параметром, как «\», «|» и «,». Там, где в качестве разделителя используется вертикальная черта, за ней ставится параметр интеграла, тогда как за обратной косой чертой ставится модулярный угол. В частности, верно соотношение
{\displaystyle F(\varphi ,\;\sin \alpha )=F(\varphi \mid \sin ^{2}\alpha )=F(\varphi \setminus \alpha )}.

### Частные случаи
{\displaystyle F(\varphi \setminus 0)=\varphi };
{\displaystyle F(i\varphi \setminus 0)=i\varphi };
{\displaystyle F(\varphi \setminus 90^{\circ })=\ln \left(\operatorname {sec} \varphi +\operatorname {tg} \varphi \right)=\ln \operatorname {tg} \left({\frac {\pi }{4}}+{\frac {\varphi }{2}}\right)};
{\displaystyle F(i\varphi \setminus 90^{\circ })=i\,\operatorname {arctg} \left(\operatorname {sh} \varphi \right)};

## Нормальный эллиптический интеграл 2-го рода (неполный)
Нормальный эллиптический интеграл Лежандра 2-го рода E определяется как
{\displaystyle E(\varphi ,\;k)=\int \limits _{0}^{\varphi }\!{\sqrt {1-k^{2}\sin ^{2}\theta }}\,d\theta }
или, используя подстановку {\displaystyle x=\sin \varphi ,}
{\displaystyle E(x,\;k)=\int \limits _{0}^{x}\!{\frac {\sqrt {1-k^{2}z^{2}}}{\sqrt {1-z^{2}}}}\,dz.}

### Частные случаи
{\displaystyle E(\varphi ,0)=\varphi };
{\displaystyle E(i\varphi ,0)=i\varphi };
{\displaystyle E(\varphi ,1)=\sin \varphi };
{\displaystyle E(i\varphi ,1)=i\,\operatorname {sh} \varphi }.

## Нормальный эллиптический интеграл 3-го рода (неполный)
Нормальный эллиптический интеграл Лежандра 3-го рода {\displaystyle \Pi } определяется как
{\displaystyle \Pi (c;\;\varphi ,\;k)=\int \limits _{0}^{\varphi }\!{\frac {d\theta }{(1-c\sin ^{2}\theta ){\sqrt {1-k^{2}\sin ^{2}\theta }}}}}
или
{\displaystyle \Pi (c;\;x,\;k)=\int \limits _{0}^{x}\!{\frac {dx}{(1-cx^{2}){\sqrt {(1-k^{2}x^{2})(1-x^{2})}}}}}
Число {\displaystyle c} называется характеристикой и может принимать любое значение, независимо от остальных аргументов. Свойства эллиптического интеграла 3-го рода существенно зависят от величины характеристики. Заметим, что значение интеграла {\displaystyle \Pi (-1;\;\pi /2\mid m)} стремится к бесконечности для любых {\displaystyle m}.

### Гиперболический случай

#### (0 <c<m)
Введём дополнительные обозначения:
{\displaystyle \varepsilon =\operatorname {arcsin} \,{\sqrt {\frac {n}{\sin ^{2}\alpha }}},\qquad 0\leqslant \varepsilon \leqslant {\frac {\pi }{2}}};
{\displaystyle \beta ={\frac {\pi \,F(\varepsilon \setminus \alpha )}{2\,K(\alpha )}}};
{\displaystyle q=q(\alpha )};
{\displaystyle \nu ={\frac {\pi \,F(\varphi \setminus \alpha )}{2\,K(\alpha )}}};
{\displaystyle \delta _{1}={\sqrt {\frac {c}{(1-c)(\sin ^{2}\alpha -c)}}}};
{\displaystyle K(\alpha )} — полный нормальный эллиптический интеграл Лежандра 1-го рода.
Тогда  можно записать интеграл через тета-функции Якоби:
{\displaystyle \Pi (c;\;\varphi \setminus \alpha )=\delta _{1}\left(-{\frac {1}{2}}\,\ln {\frac {\vartheta _{4}(\nu +\beta )}{\vartheta _{4}(\nu -\beta )}}+\nu \,{\frac {\vartheta _{1}'(\beta )}{\vartheta _{1}(\beta )}}\right),}
где
{\displaystyle {\frac {1}{2}}\,\ln {\frac {\vartheta _{4}(\nu +\beta )}{\vartheta _{4}(\nu -\beta )}}=2\sum _{s=1}^{\infty }{\frac {q^{s}}{s(1-q^{2s})}}\sin {2s\nu }\,\sin \,{2s\beta }}
и
{\displaystyle {\frac {\vartheta _{1}'(\beta )}{\vartheta _{1}(\beta )}}=\operatorname {ctg} \,\beta +4\sum _{s=1}^{\infty }{\frac {q^{2s}}{1-2q^{2s}\cos {2\beta }+q^{4s}}}\sin {2\beta }.}

#### (c> 1)
С помощью подстановки {\displaystyle C={\frac {\sin ^{2}\alpha }{c}}} этот случай сводится к предыдущему, так как {\displaystyle 0<C<\sin ^{2}\alpha .}
Введём дополнительно величину
{\displaystyle p_{1}={\sqrt {(c-1)\left(1-{\frac {\sin ^{2}\alpha }{c}}\right)}}.}
Тогда:
{\displaystyle \Pi (c;\;\varphi \setminus \alpha )=-\Pi (C;\;\varphi \setminus \alpha )+F(\varphi \setminus \alpha )+{\frac {1}{2p_{1}}}\ln \left({\frac {\Delta (\varphi )+p_{1}\operatorname {tg} \,\varphi }{\Delta (\varphi )-p_{1}\operatorname {tg} \,\varphi }}\right).}

### Круговой случай

#### (m<c< 1)
Введем дополнительные обозначения:
{\displaystyle \varepsilon =\operatorname {arcsin} \,{\sqrt {\frac {1-n}{\cos ^{2}\alpha }}},\qquad 0\leqslant \varepsilon \leqslant {\frac {\pi }{2}};}
{\displaystyle \beta ={\frac {\pi \,F(\varepsilon \setminus 90^{\circ }-\alpha )}{2\,K(\alpha )}};}
{\displaystyle q=q(\alpha );}
{\displaystyle \nu ={\frac {\pi \,F(\varphi \setminus \alpha )}{2\,K(\alpha )}};}
{\displaystyle \delta _{2}={\sqrt {\frac {c}{(1-c)(c-\sin ^{2}\alpha )}}}.}
Тогда эллиптический интеграл равен:
{\displaystyle \Pi (c;\;\varphi \setminus \alpha )=\delta _{2}(\lambda -4\mu \nu ),}
где
{\displaystyle \lambda =\operatorname {arctg} \,(\operatorname {th} \,\beta \,\operatorname {tg} \,\nu )+2\sum _{s=1}^{\infty }{\frac {(-1)^{s-1}}{s}}{\frac {q^{2s}}{1-q^{2s}}}\sin {2s\nu }\,\operatorname {sh} \,{2s\beta }}
и
{\displaystyle \mu ={\dfrac {\sum \limits _{s=1}^{\infty }sq^{s^{2}}\,\operatorname {sh} \,{2s\beta }}{1+\sum \limits _{s=1}^{\infty }q^{s^{2}}\,\operatorname {ch} \,{2s\beta }}}}

#### (c< 0)
С помощью подстановки {\displaystyle C={\frac {\sin ^{2}\alpha -c}{1-c}}} этот случай сводится к предыдущему, так как {\displaystyle \sin ^{2}\alpha \ <C<1.}
Введем дополнительно величину
{\displaystyle p_{2}={\sqrt {\frac {-c\,(\sin ^{2}\alpha -c)}{1-c}}}.}
Тогда:
{\displaystyle {\sqrt {(1-c)\left(1-{\frac {\sin ^{2}\alpha }{c}}\right)}}\,\Pi (c;\;\varphi \setminus \alpha )={\sqrt {(1-C)\left(1-{\frac {\sin ^{2}\alpha }{C}}\right)}}\,\Pi (C;\;\varphi \setminus \alpha )\,+\,{\frac {\sin ^{2}\alpha \,F(\varphi \setminus \alpha )}{p_{2}}}\,+\,\operatorname {arctg} \,\left({\frac {p_{2}}{2}}{\frac {\sin {2\varphi }}{\Delta (\varphi )}}\right)}

## Полный нормальный эллиптический интеграл Лежандра 1-го рода
В случае, если амплитуда {\displaystyle \varphi } нормального эллиптического интеграла Лежандра 1-го рода равна {\displaystyle \pi /2}, он называется полным нормальным эллиптическим интегралом Лежандра 1-го рода:
{\displaystyle K(k)=\int \limits _{0}^{\pi /2}\!{\frac {d\varphi }{\sqrt {1-k^{2}\sin ^{2}\varphi }}}=F(\pi /2,\;k)}
или
{\displaystyle K(k)=\int \limits _{0}^{1}\!{\frac {dx}{\sqrt {(1-x^{2})(1-k^{2}x^{2})}}}.}
Полный эллиптический интеграл 1-го рода можно представить в виде степенного ряда:
{\displaystyle K(k)={\frac {\pi }{2}}\sum _{n=0}^{\infty }\left({\frac {(2n)!}{2^{2n}n!^{2}}}\right)^{2}k^{2n},}
что эквивалентно выражению
{\displaystyle K(k)={\frac {\pi }{2}}\left(1+\left({\frac {1}{2}}\right)^{2}k^{2}+\left({\frac {1\cdot 3}{2\cdot 4}}\right)^{2}k^{4}+\ldots +\left({\frac {(2n-1)!!}{(2n)!!}}\right)^{2}k^{2n}+\ldots \right),}
где {\displaystyle n!!} обозначает двойной факториал.
Полный эллиптический интеграл 1-го рода можно записать через гипергеометрическую функцию следующим образом:
{\displaystyle K(k)={\frac {\pi }{2}}\,_{2}F_{1}\left({\frac {1}{2}},\;{\frac {1}{2}};\;1;\;k^{2}\right).}

### Частные случаи
{\displaystyle K(0)={\frac {\pi }{2}}.}
{\displaystyle K(1)=\infty .}
{\displaystyle K\left({\frac {\sqrt {2}}{2}}\right)={\frac {\Gamma \left({\frac {1}{4}}\right)^{2}}{4{\sqrt {\pi }}}}.}
{\displaystyle K\left({\frac {{\sqrt {6}}-{\sqrt {2}}}{4}}\right)={\frac {2^{-{\frac {7}{3}}}3^{\frac {1}{4}}\Gamma \left({\frac {1}{3}}\right)^{3}}{\pi }}.}
{\displaystyle K\left({\frac {{\sqrt {6}}+{\sqrt {2}}}{4}}\right)={\frac {2^{-{\frac {7}{3}}}3^{\frac {3}{4}}\Gamma \left({\frac {1}{3}}\right)^{3}}{\pi }}.}
{\displaystyle \operatorname {sn} \,K=\sin {\frac {\pi }{2}}=1.}
{\displaystyle \operatorname {cn} \,K=\cos {\frac {\pi }{2}}=0.}
{\displaystyle \operatorname {dn} \,K={\sqrt {1-k^{2}}}=k'.}

### Производная полного эллиптического интеграла 1-го рода
{\displaystyle {\frac {\mathrm {d} K(k)}{\mathrm {d} k}}={\frac {E(k)}{k(1-k^{2})}}-{\frac {K(k)}{k}},}
где {\displaystyle E(k)} — полный нормальный эллиптический интеграл Лежандра 2-го рода, определённый в следующем разделе.

### Дифференциальное уравнение
Полный эллиптический интеграл 1-го рода является решением дифференциального уравнения
{\displaystyle {\frac {d}{dk}}\left(k\left(1-k^{2}\right){\frac {dK(k)}{dk}}\right)=kK(k).}
Вторым решением этого уравнения является {\displaystyle K\left({\sqrt {1-k^{2}}}\right).}

## Полный нормальный эллиптический интеграл Лежандра 2-го рода
В случае, если амплитуда {\displaystyle \varphi } нормального эллиптического интеграла Лежандра 2-го рода равна {\displaystyle \pi /2}, он называется полным нормальным эллиптическим интегралом Лежандра 2-го рода:
{\displaystyle E(k)=\int \limits _{0}^{\pi /2}\!{\sqrt {1-k^{2}\sin ^{2}\varphi }}\,d\varphi =E(\pi /2,\;k)}
или
{\displaystyle E(k)=\int \limits _{0}^{1}\,{\frac {\sqrt {1-k^{2}x^{2}}}{\sqrt {1-x^{2}}}}\,dx.}
Полный эллиптический интеграл 2-го рода можно представить в виде степенного ряда:
{\displaystyle E(k)={\frac {\pi }{2}}\sum _{n=0}^{\infty }\left({\frac {(2n)!}{2^{2n}n!^{2}}}\right)^{2}{\frac {k^{2n}}{1-2n}},}
что эквивалентно выражению
{\displaystyle E(k)={\frac {\pi }{2}}\left(1-\left({\frac {1}{2}}\right)^{2}{\frac {k^{2}}{1}}-\left({\frac {1\cdot 3}{2\cdot 4}}\right)^{2}{\frac {k^{4}}{3}}-\ldots -\left({\frac {(2n-1)!!}{(2n)!!}}\right)^{2}{\frac {k^{2n}}{2n-1}}-\ldots \right).}
Полный эллиптический интеграл 2-го рода можно записать через гипергеометрическую функцию следующим образом:
{\displaystyle E(k)={\frac {\pi }{2}}\,_{2}F_{1}\left({\frac {1}{2}},\;-{\frac {1}{2}};\;1;\;k^{2}\right).}

### Частные случаи
{\displaystyle E\left(0\right)={\frac {\pi }{2}}.}
{\displaystyle E\left(1\right)=1.}
{\displaystyle E\left({\frac {\sqrt {2}}{2}}\right)=\pi ^{\frac {3}{2}}\Gamma \left({\frac {1}{4}}\right)^{-2}+{\frac {\Gamma \left({\frac {1}{4}}\right)^{2}}{8{\sqrt {\pi }}}}.}
{\displaystyle E\left({\frac {{\sqrt {6}}-{\sqrt {2}}}{4}}\right)=2^{\frac {1}{3}}3^{-{\frac {3}{4}}}\pi ^{2}\Gamma \left({\frac {1}{3}}\right)^{-3}+2^{-{\frac {10}{3}}}3^{-{\frac {1}{4}}}{\frac {{\sqrt {3}}+1}{\pi }}\Gamma \left({\frac {1}{3}}\right)^{3}.}
{\displaystyle E\left({\frac {{\sqrt {6}}+{\sqrt {2}}}{4}}\right)=2^{\frac {1}{3}}3^{-{\frac {1}{4}}}\pi ^{2}\Gamma \left({\frac {1}{3}}\right)^{-3}+2^{-{\frac {10}{3}}}3^{\frac {1}{4}}{\frac {{\sqrt {3}}-1}{\pi }}\Gamma \left({\frac {1}{3}}\right)^{3}.}

### Производная полного эллиптического интеграла 2-го рода
{\displaystyle {\frac {\mathrm {d} E(k)}{\mathrm {d} k}}={\frac {E(k)-K(k)}{k}}.}

### Дифференциальное уравнение
Полный эллиптический интеграл 2-го рода является решением дифференциального уравнения
{\displaystyle \left(k^{2}-1\right){\frac {d}{dk}}\left(k\;{\frac {dE(k)}{dk}}\right)=kE(k).}
Вторым решением этого уравнения является функция {\displaystyle E\left({\sqrt {1-k^{2}}}\right)-K\left({\sqrt {1-k^{2}}}\right).}

## Полный нормальный эллиптический интеграл Лежандра 3-го рода
Аналогично полным эллиптическим интегралам 1-го и 2-го рода можно ввести полный эллиптический интеграл 3-го рода:
{\displaystyle \Pi (c,\;k)=\Pi (c;\;\pi /2,\;k)=\int \limits _{0}^{\pi /2}\!{\frac {d\varphi }{(1-c\sin ^{2}\varphi ){\sqrt {1-k^{2}\sin ^{2}\varphi }}}}}
или
{\displaystyle \Pi (c,\;k)=\Pi (c;\;1,\;k)=\int \limits _{0}^{1}\!{\frac {dx}{(1-cx^{2}){\sqrt {(1-k^{2}x^{2})(1-x^{2})}}}}.}

### Гиперболический случай

#### (0 < c < m)
{\displaystyle \Pi (c\setminus \alpha )=K(\alpha )+\delta _{1}K(\alpha )\mathrm {Z} (\varepsilon \setminus \alpha )},
где {\displaystyle \mathrm {Z} (\varepsilon \setminus \alpha )} — дзета-функция Якоби.

#### (c > 1)
{\displaystyle \Pi (c\setminus \alpha )=K(\alpha )-\Pi (C\setminus \alpha ).}

### Круговой случай

#### (m < c < 1)
{\displaystyle \Pi (c\setminus \alpha )=K(\alpha )+{\frac {1}{2}}\pi \delta _{2}\left(1-\Lambda _{0}(\varepsilon \setminus \alpha )\right),}
где {\displaystyle \Lambda _{0}(\varepsilon \setminus \alpha )} — лямбда-функция Хеймана.

#### (c < 0)
{\displaystyle \Pi (c\setminus \alpha )=-{\frac {c\cos ^{2}\alpha \,\Pi (C\setminus \alpha )}{(1-c)(\sin ^{2}\alpha -n)}}+{\frac {\sin ^{2}\alpha }{\sin ^{2}\alpha -c}}K(\alpha ).}

### Частные производные
{\displaystyle {\begin{aligned}{\frac {\partial \Pi (c,k)}{\partial c}}&={\frac {1}{2\left(k^{2}-c\right)(c-1)}}\left(E(k)+{\frac {1}{c}}\left(k^{2}-c\right)K(k)+{\frac {1}{c}}\left(c^{2}-k^{2}\right)\Pi (c,k)\right).\\[10px]{\frac {\partial \Pi (c,k)}{\partial k}}&={\frac {k}{c-k^{2}}}\left({\frac {E(k)}{k^{2}-1}}+\Pi (c,k)\right).\end{aligned}}}

## Дополнительные эллиптические интегралы (неполные)

### Дзета-функция Якоби
{\displaystyle Z(\varphi \setminus \alpha )=E(\varphi \setminus \alpha )-{\frac {E(\alpha )F(\varphi \setminus \alpha )}{K(\alpha )}};}

### Лямбда-функция Хеймана
{\displaystyle \Lambda _{0}(\varphi \setminus \alpha )={\frac {F(\varphi \setminus 90^{\circ }-\alpha )}{K'(\alpha )}}+{\frac {2}{\pi }}K(\alpha )\,Z(\varphi \setminus 90^{\circ }-\alpha )}
или
{\displaystyle \Lambda _{0}(\varphi \setminus \alpha )={\frac {2}{\pi }}\left(K(\alpha )\,E(\varphi \setminus 90^{\circ }-\alpha )-\left(K(\alpha )-E(\alpha )\right)\,F(\varphi \setminus 90^{\circ }-\alpha )\right).}